# سرخیو سالگادو
سرخیو سالگادو (اسپانیایی: Sergio Salgado‎؛ زادهٔ ۱۲ سپتامبر ۱۹۵۸) بازیکن فوتبال اهل شیلی است.

## باشگاهی
از باشگاه‌هایی که در آن بازی کرده‌است می‌توان به باشگاه فوتبال کولو-کولو و باشگاه فوتبال اونیورسیداد شیلی اشاره کرد.